# ヒロキティア
ヒロキティア（ギリシア語: Χοιροκοιτία / Choirokoitia, キロキティア）は、地中海のキプロス島に残る新石器時代の遺跡である。1998年にユネスコの世界遺産に登録された。
この遺跡は地中海東部に残る先史時代の遺跡としては、保存状態の良好さと価値の面で特に重要な部類に属している。その重要性の多くは、この遺跡が集落を形成しているだけでなく、その共同体を守るための城壁を張り巡らせていることで、組織化された機能的社会が存在していたことを窺わせる点に関わっている。
磨製石器を用いていた無土器時代は、ヒロキティアの集落と、ほかにキプロス全土に広がっている類似の遺跡によって示されている。

## 概要
この遺跡は1934年にキプロスの古物課責任者のポルフィリオス・ディカイオス（Dr Porphyrios Dikaios, director of the Cyprus Department of Antiquities）によって発見された。彼は1934年から1946年の間に6度の発掘を行い、その最初の発見は1934年の『ヘレニズム研究誌』（Journal of Hellenic studies）に掲載された。
更なる発掘作業が1970年代に行われていたが、トルコ軍のキプロス侵攻で中断した。1977年からアラン・ル・ブランを責任者とするフランス人調査団が派遣され、発掘が再開された。
この遺跡は紀元前7千年紀から紀元前4千年紀のものである。ヒロキティアの施設は、海から約6 kmのところにあるマロニ川渓谷にある丘の、島の南岸に向った斜面に築かれている。この集落で暮らしていた先史時代の住民たちは、農業や牧畜などで生計を立てていた。
集落は川と分厚い壁によって外界と遮断された環境にあった。壁は厚さ 2.5 m、高さは現存する最高のもので3m に達し、おそらく壁に作られていたいくつかの入り口を通じて、入村していたものと考えられている。
壁の内側の建造物群は、密集した円筒形の構造物で構成されていた。これらの建造物群の下部は石造りだったが、恒常的に石の外壁が継ぎ足されていき重厚なものになっていた。このため、内径のばらつきが 1.4 mから 4.8 m なのに対し、外径は 2.3 mから 9.2 mとかなりの幅がある。ぺしゃんと潰れた平屋根が発見されたことで、すべての屋根がドーム状であったというかつて信じられていた見解は揺るがされた。
住居内部の区画は目的に応じたものだった。室内には長椅子や料理・暖房用だったと推測される炉などがあり、窓には多くの場合、上階を支えるためだったと思しき窓間壁の痕跡がある。住居は、開かれた中庭を中心として密接し、住居群全体で一つの家のように機能していたと考えられている。
集落の人口はどの時点でも300人から600人程度の枠に収まっていたと考えられている。人々はやや背が低く、男性の平均は 1.61 m、女性の平均は 1.51 m程度であった。幼児死亡率が非常に高かったので、平均寿命は22歳であった。平均して成人男性は35歳程度まで、女性は33歳程度まで生きられた。死ぬと亡骸は家の床下に屈葬された。遺跡や副葬品などから、葬礼の思想があったものと推測されている。
キプロスで知られている文化としては最も古い段階に属するこの集落は、主に農耕、狩猟、牧畜と結び付き、うまく組織化され、発達した社会で成り立っていた。農耕は主に穀類を植えていた。彼らは周辺地域に自生した果実、つまりピスタチオ、イチジク、オリーブ、プルーンなども採集した。遺跡から見つかっている動物の遺体は、シカ、ヒツジ、ヤギ、ブタの4種である。
ヒロキティアの村落は紀元前6000年頃に未知の理由で突然放棄された。島はそれから、ソティラ人（the Sotira group）が訪れるまでの1500年ほどの間、無人島になっていたようである。

## 登録基準
この世界遺産は世界遺産登録基準のうち、以下の条件を満たし、登録された（以下の基準は世界遺産センター公表の登録基準からの翻訳、引用である）。
- (2) ある期間を通じてまたはある文化圏において、建築、技術、記念碑的芸術、都市計画、景観デザインの発展に関し、人類の価値の重要な交流を示すもの。
- (3) 現存するまたは消滅した文化的伝統または文明の、唯一のまたは少なくとも稀な証拠。
- (4) 人類の歴史上重要な時代を例証する建築様式、建築物群、技術の集積または景観の優れた例。